# 131. Infanterie-Division (Wehrmacht)
La 131. Infanterie-Division fu una divisione dell'esercito tedesco attiva durante la seconda guerra mondiale che venne creata nel 1940 e fu schierata lungo il fronte orientale dove fu distrutta nel 1945.

## Storia
La divisione fu costituita con ordinanza del 19 settembre 1940, nell'area di addestramento militare di Bergen, vicino a Celle ed era composta da un terzo della 31. Infanterie-Division, della 269. Infanterie-Division e della 19. Infanterie-Division. Dopo la fine dell'addestramento, nel marzo 1941, fu trasferita tramite ferrovia in Polonia, nell'area a est di Varsavia, dove fu rifornita di equipaggiamento e armi. Dal 17 aprile 1941 si spostò passando per Siedlce in direzione di Brest-Litovsk ed il 22 attraversò il Bug per poi prendere parte alla battaglia di Bialystok. Ha poi marciato su Lyskowo e Ruzany in direzione di Bobruisk.
Nell'agosto attraversò il Dnepr vicino a Zlobin e rimase nell'area tra Gomel e Bryansk, dove fu coinvolta in diverse battaglie per poi avanzare verso Kiev, combattendo vicino a Chernigov. Fu poi spostata a nord nel novembre 1941 presso la 2. Panzerarmee a Smolensk, nell'area di Roslavl, per poi raggiungere l'area di Tula passando per Kaluga, Koselsk e Belev. La divisione occupò diverse città a sud di Mosca mantenendo questa posizione fino al 18 dicembre, quando si ritirò sull'Oka e Kaluga. Nel 1942 fu impiegata nelle battaglie vicino a Juchnov e tra marzo e giugno fu schierata per combattere i partigiani nelle retrovie della 4. Armee e nell'estate del 1942 a Spas-Demensk distrusse un'unità dell'Armata Rossa. Nel 1943 la divisione fu schierata vicino a Kirov e coinvolta in diverse battaglie difensive; nei mesi successivi sotto le pressioni sovietiche, si ritirò attraverso il Desna ed il Pronja, dove fu nuovamente coinvolta in una pesante guerra di trincea. 
Nel gennaio 1944 fu trasferita nell'area di Vitebsk, dove stabilì una linea difensiva, ma dopo l'irruzione dell'Armata Rossa in questa zona, fu trasferita a Kovel per mantenere la città; dopo aver abbandonato la città, si ritirò a Kalvaria a luglio e l'11 agosto incorporò i resti della 196. Infanterie-Division. La divisione si ritirò tra la Masuria e la Prussia orientale ed alla fine di gennaio 1945, la 4. Armee fu circondata tra Braunsberg e Königsberg, durante la Sacca di Braunsberg-Heiligenbeil. Un contrattacco tedesco con la 131. Infanterie-Division, la 170. Infanterie-Division e la 28. Jäger-Division, con lo scopo di aprire un corridoio verso Elbing, fu sventato e la divisione rimase circondata nella sacca di Heiligenbeil e distrutta nel marzo 1945; i suoi resti arrivarono a Swinemünde, dove furono impiegati per la creazione della Infanterie-Division Güstrow, il 16 aprile 1945.

## Ordine di battaglia
131. Infanterie-Division 1940
- Infanterie-Regiment 431
- Infanterie-Regiment 432
- Infanterie-Regiment 434
- Artillerie-Regiment 131
- Pionier-Bataillon 131
- Panzerjäger-Abteilung 131
- Aufklärungs-Abteilung 131
- Divisions-Nachrichten-Abteilung 131
- Divisions-Nachschubführer 131

131. Infanterie-Division 1943
- Grenadier-Regiment 431
- Grenadier-Regiment 434
- Divisions-Bataillon 131
- Artillerie-Regiment 131
- Pionier-Bataillon 131
- Feldersatz-Bataillon 131
- Panzerjäger-Abteilung 131
- Divisions-Nachrichten-Abteilung 131
- Divisions-Nachschubführer 131

131. Infanterie-Division 1944
- Grenadier-Regiment 431
- Grenadier-Regiment 432
- Grenadier-Regiment 434
- Füsilier-Bataillon 131
- Artillerie-Regiment 131
- Feldersatz-Bataillon 131
- Pionier-Bataillon 131
- Panzerjäger-Abteilung 131
- Divisions-Nachrichten-Abteilung 131
- Divisions-Nachschubführer 131

## Decorazioni
Alcuni soldati della 131. Infanterie-division furono premiati per le loro azioni in guerra:
- Croce Tedesca
  - in oro: 30
  - in argento: 1
- Croce di Cavaliere della croce di ferro: 15
  - Croce di Cavaliere con foglie di quercia: 1
- Distintivo per combattimenti ravvicinati:
  - in bronzo: 4

## Comandanti
- General der Artillerie Heinrich Meyer-Bürdorf (1º ottobre 1940 - 10 gennaio 1944)
- Generalleutnant Friedrich Weber (10 gennaio 1944 - 28 ottobre 1944)
- Generalmajor der Reserve Werner Schulze (28 ottobre 1944 - gennaio 1945)
- Obrest Nobiz (gennaio 1945 - aprile 1945)[1]